# Feeding America
Feeding America is een Amerikaanse non-profitorganisatie die bestaat uit een netwerk van tweehonderd voedselbanken in de Verenigde Staten en Puerto Rico en ondersteunt ongeveer 50.000 lokale goede doelenorganisaties en meer dan 90.000 programma's, zoals gaarkeukens, noodopvang en naschoolse opvang.
De organisatie heeft haar hoofdvestiging in Chicago en werd tot 2006 geleid door Robert Forney en sindsdien tot 2012 door Vicki Escarra.

## Erkenning
De organisatie werd meermaals onderscheiden. Een selectie hiervan is de volgende:
- 2003 - USA Community Service Award
- 2006 - Tech Museum Award
- 2007 - Convio Innovator Award, beste online fundraisingcampagne of -programma
- 2007 - Technology Leadership Award
- 2009 - Four Freedoms Award, samen met directeur Vicki Escarra in de categorie vrijwaring van gebrek
- 2009 - James Beard Foundation, Humanitarian of the Year Award